# Giải thưởng Thống kê Quốc tế
Giải thưởng Thống kê Quốc tế được trao hai năm một lần cho một cá nhân hoặc một nhóm "vì những thành tựu trong việc sử dụng số liệu thống kê để thúc đẩy khoa học, công nghệ và phúc lợi con người". Giải thưởng Thống kê Quốc tế, cùng với Giải thưởng COPSS được coi là hai danh hiệu cao nhất trong lĩnh vực Thống kê.
Giải thưởng này được mô phỏng theo giải Nobel, giải Abel, huy chương Fields và giải Turing và được trao giải thưởng bằng tiền 75.000$. Lễ trao giải diễn ra trong Đại hội Thống kê Thế giới.
Lễ trao giải đầu tiên diễn ra tại Hội nghị Thống kê thế giới lần thứ 61 ở Marrakech, Ma-rốc vào tháng 7 năm 2017..

## Người đoạt giải
| Năm  | Người đoạt giải | Quốc tịch | Tổ chức                                 | Citation                                                                                                  |
| ---- | --------------- | --------- | --------------------------------------- | --- |
| 2017 | David Cox       | Anh       | Imperial College London, Đại học Oxford | Mô hình phân tích sống sót (hay còn gọi là phân tích sự kiện) ứng dụng trong y học, khoa học và kỹ thuật. |

## Quy tắc
Giải thưởng công nhận một tác phẩm hay công trình nghiên cứu, thể hiện ý tưởng có ảnh hưởng đến các nguyên tắc khác hoặc có hiệu quả thiết thực trên thế giới. Người nhận phải còn sống khi giải thưởng được trao.

## Tổ chức sáng lập
Giải thưởng được trao bởi Quỹ Giải thưởng Quốc tế về Thống kê, trong đó bao gồm các đại diện của các tổ chức xã hội lớn sau đây:
- Hiệp hội Thống kê Mỹ
- Hiệp hội Sinh trắc học Quốc tế
- Viện Thống kê Quốc tế
- Viện Thống kê Toán
- Hội Thống kê Hoàng gia

Ngoài việc thừa nhận đóng góp của một nhà thống kê, Quỹ cũng hướng tới việc giáo dục công chúng về những đổi mới thống kê và tác động của chúng lên thế giới và được công nhận rộng rãi hơn cho lĩnh vực này.
Người nhận giải thưởng được lựa chọn bởi một ủy ban tuyển chọn bao gồm các chuyên gia quốc tế trong lĩnh vực này. Tính đến năm 2016, các thành viên của ủy ban là:
- Xiao-Li Meng (Đại học Harvard)
- Sally Morton (Đại học Bách khoa Virginia)
- Stephen Senn (Viện Y tế Luxembourg)
- Bernard Silverman (Đại học Oxford)
- Stephen Stigler (Đại học Chicago)
- Susan Wilson (Đại học Quốc gia Úc)
- Bin Yu (Đại học California tại Berkeley)